# Jonathan Erland
Jonathan Erland (* 19. Juni 1939 in London) ist ein britischer Spezialeffektkünstler.

## Leben
Erland studierte zunächst ab 1954 Theater an der Central School of Speech and Drama und dann Film an der London Film School. Erste berufliche Erfahrungen sammelte er bei der Canadian Broadcasting Corporation. In den 1960er und 1970er Jahren arbeitete er in den Vereinigten Staaten und wurde schließlich auf Grund seiner technischen Erfahrung von John Dykstra und Industrial Light & Magic für die Arbeiten an Krieg der Sterne (1977) rekrutiert. Später arbeitete Erland in Dykstras Firma für Spezialeffekte, Apogee, Inc. In den folgenden Jahrzehnten machte Erland sich um neue Entwicklungen von Techniken im Bereich der Spezialeffekte verdient und war auch an der Fortentwicklung beruflicher Organisation in diesem Bereich tätig. So war Erland 1997 Mitbegründer der Visual Effects Society.
Erland erhielt für seine Arbeiten mehrfach Auszeichnungen. Bei der Oscarverleihung 1985 wurde er einmal gemeinsam mit Donald Trumbull, Stephen C. Fog und Paul Burke mit dem Oscar für technische Verdienste ausgezeichnet sowie im selben Jahr ein weiteres Mal gemeinsam mit Robert Fate Bealmear. 1997 erhielt er eine weitere Ehrung in diesem Bereich. Bei der Oscarverleihung 2008 erhielt er den Academy Award of Commendation mit der folgenden Begründung: „in recognition of his leadership and efforts toward identifying and solving the problem of High-Speed Emulsion Stress Syndrome in motion picture film stock.“ 2011 wurde er mit der John A. Bonner-Medaille geehrt. Bei der Oscarverleihung 2018 erhielt er den Gordon E. Sawyer Award.
1993 gründete er mit seiner Frau die Firma Composite Components Company.